# Tong Tong Fair

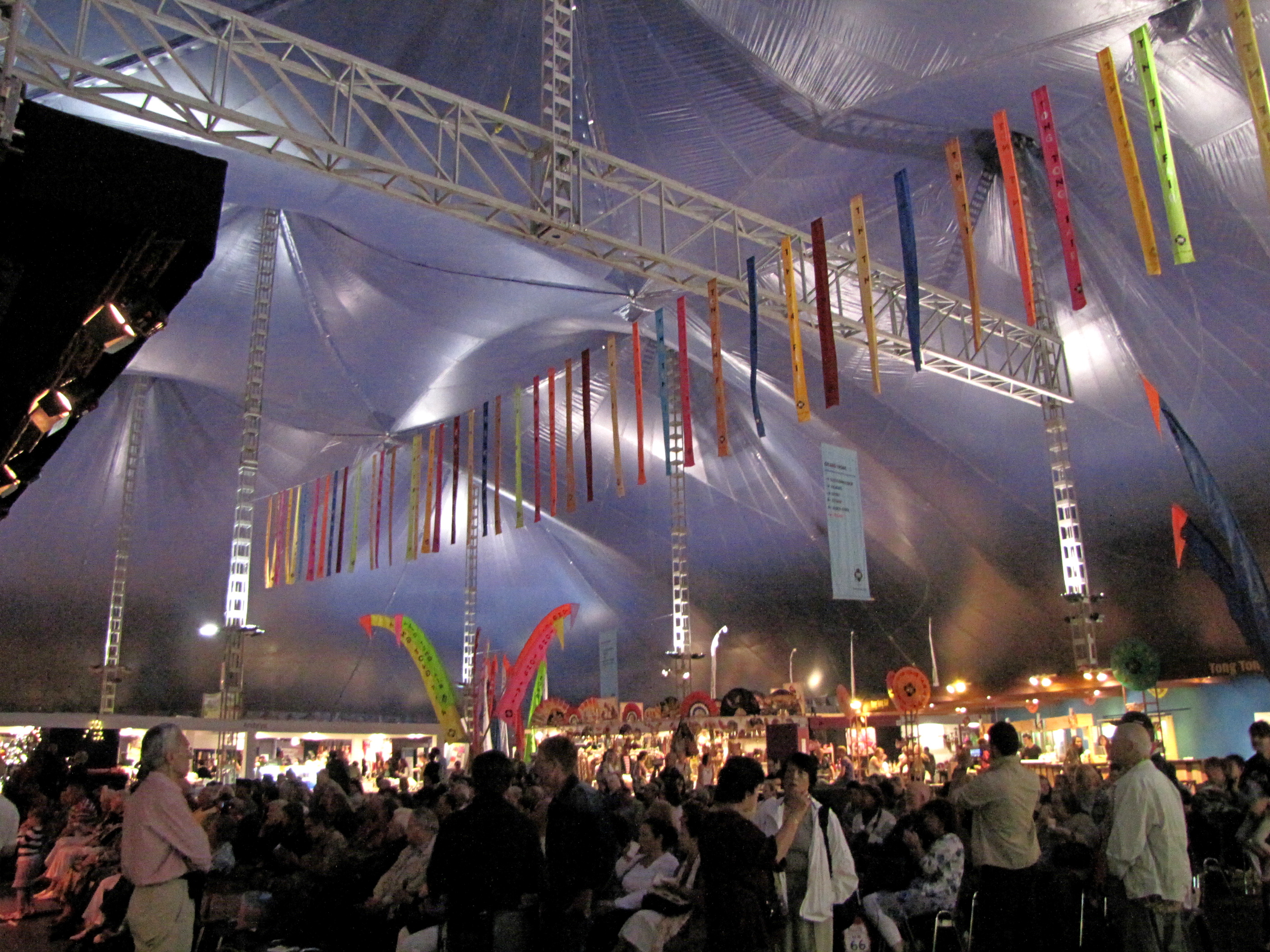
Grand Pasar tijdens de 53e Tong Tong Fair in 2011

De Tong Tong Fair was een festival dat jaarlijks in Den Haag plaatsvond, en dat voornamelijk draaide om de Indische cultuur, de cultuur van mensen met een Europese en Indonesische afkomst. Voor 2009 heette de Tong Tong Fair vele jaren de Pasar Malam Besar (Indonesisch voor 'grote avondmarkt'), maar de oorspronkelijke naam was Pasar Malam Tong Tong. Het festival werd meestal eind mei gehouden. In 2020 en 2021 was er geen Tong Tong Fair vanwege de coronapandemie die in 2020 uitbrak. In 2022 en 2023 werd het festival als gevolg hiervan verplaatst naar begin september. Vanaf 2024 zou het festival weer terugkeren naar mei. De 64e editie werd echter afgelast vanwege financiële problemen bij de achterliggende stichting die uitstel van betaling aanvroeg. Op 15 mei 2024 werd de Tong Tong Fair failliet verklaard vanwege de financiële problemen. Ambassade Indonesia organiseert een alternatieve tweedaags evenement Pasar Indonesia voor Indonesische standhouders die goederen hebben meegenomen. Ook is er een Indisch evenement in Voorburg georganiseerd. 

## Geschiedenis

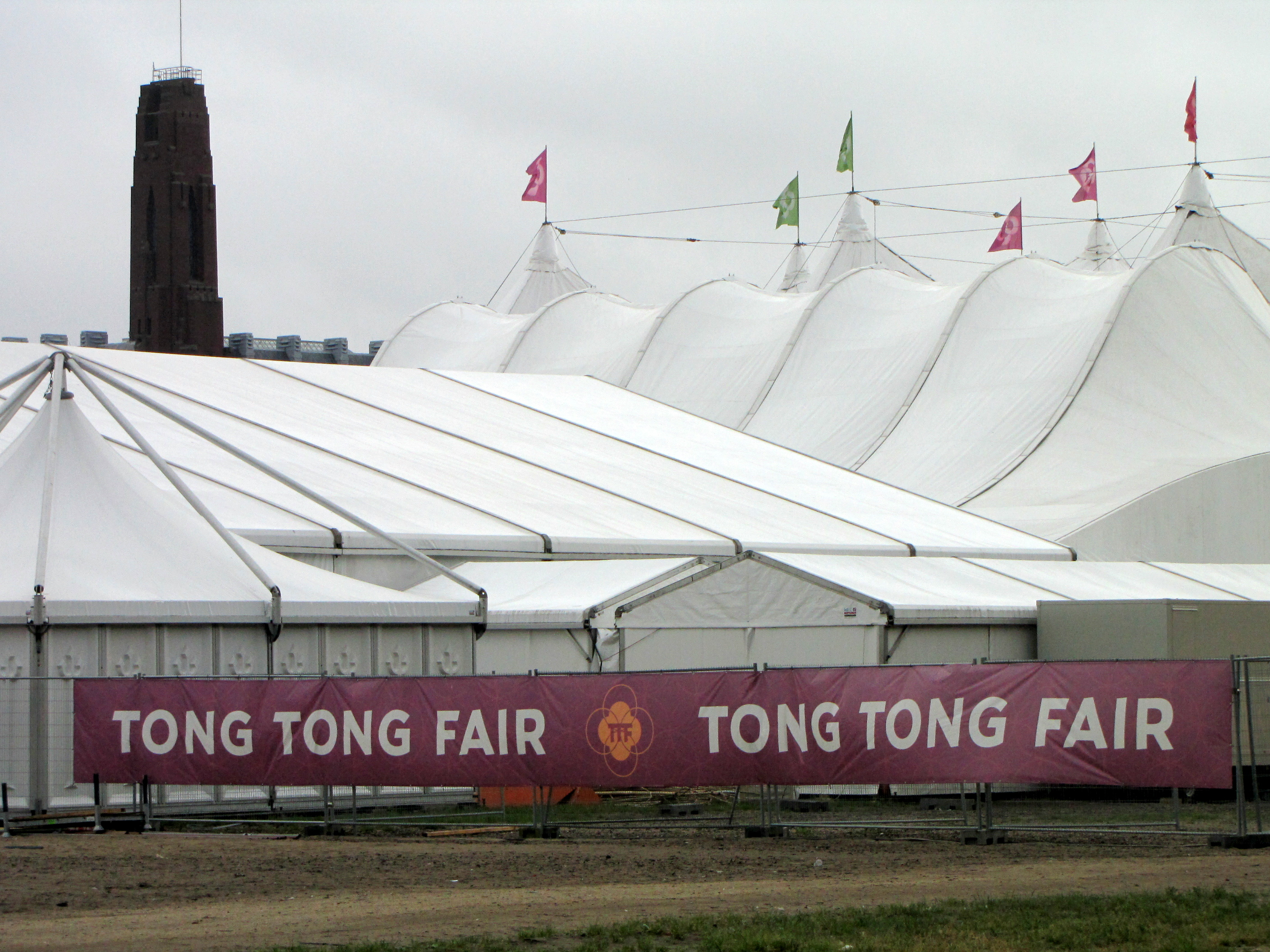
Tenten van buiten af gezien

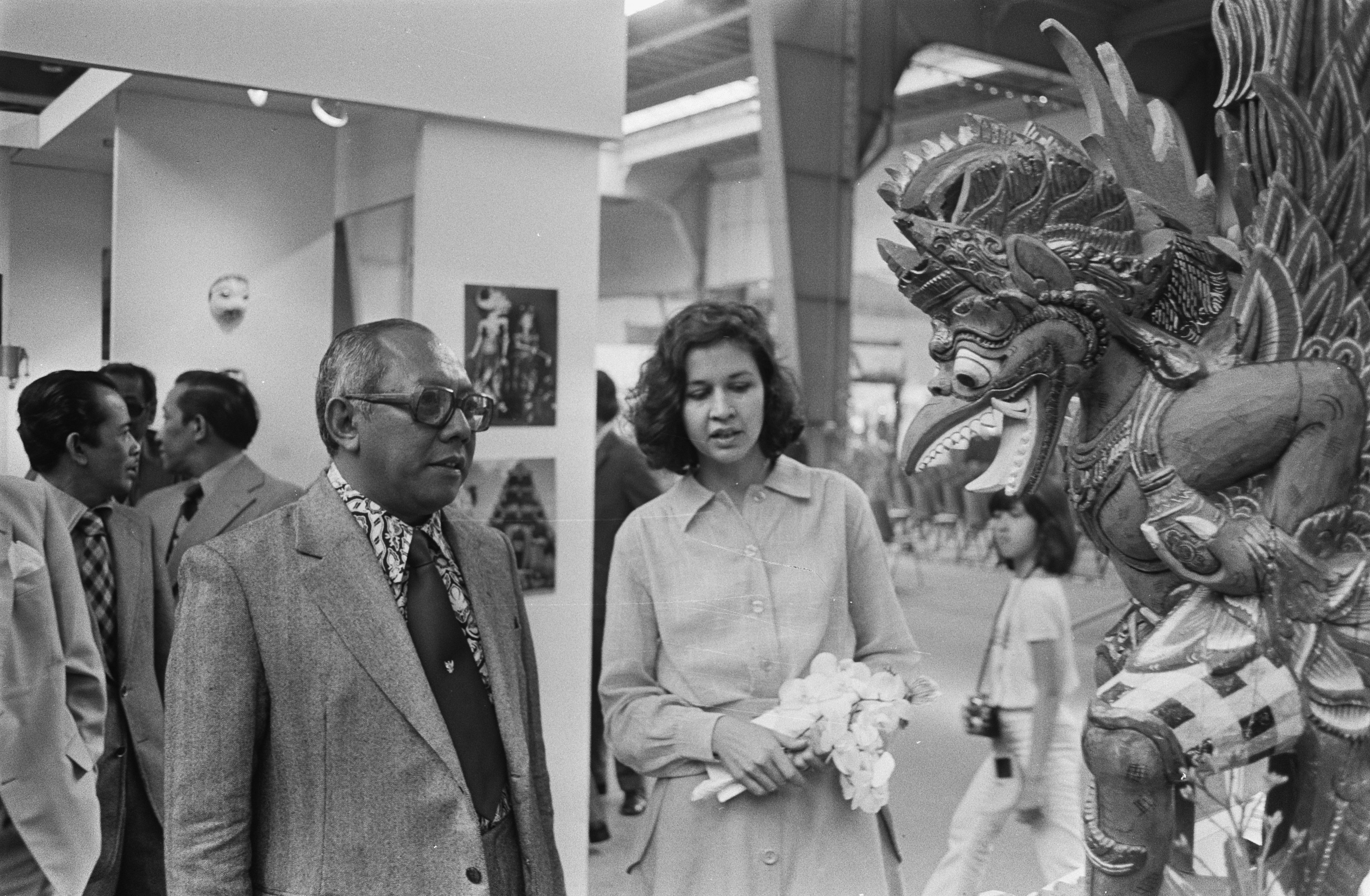
Pasar Malam in Houtrusthallen Den Haag, 1975. Ambassadeur Sutopo Yuwono Projohandoko met organisatrice E. Boon.

De Tong Tong Fair was in 1959 mede begonnen door Tjalie Robinson (pseudoniem voor Jan Boon) in het Moors paleis van de voormalige Haagse Dierentuin (waar thans het Provinciehuis staat), daarna in de Houtrusthallen en ten slotte op het Haagse Malieveld. Hier vond dit evenement plaats in paviljoens, zeer grote tenten waarmee onder meer een cultuurpaviljoen, theaters, een Indonesië-paviljoen en een eetwijk werden gevormd. De paviljoens waren met elkaar verbonden door middel van looppaden.

### Pasar Malam Besar 2006
Op de 48e Pasar Malam Besar die van 25 mei t/m 5 juni 2006 werd gehouden, werd er onder meer een benefietconcert gegeven omwille van de ruim 6000 slachtoffers van de aardbeving op Java. Deze benefietvoorstelling werd door minister Ben Bot op 2 juni 2006 geopend. Het leverde samen met de collecte een bedrag van 30.000 euro op voor het Rode Kruis en de gemeente Den Haag verdubbelde dit bedrag. Deze Pasar Malam Besar trok een recordaantal van 128.000 mensen.

### Pasar Malam Besar 50 jaar
Koningin Beatrix opende op 21 mei 2008 op het Malieveld in Den Haag de 50ste Pasar Malam Besar. Het was de laatste keer dat het evenement deze naam droeg; in 2009 is deze gewijzigd in Tong Tong Fair.

## Programma

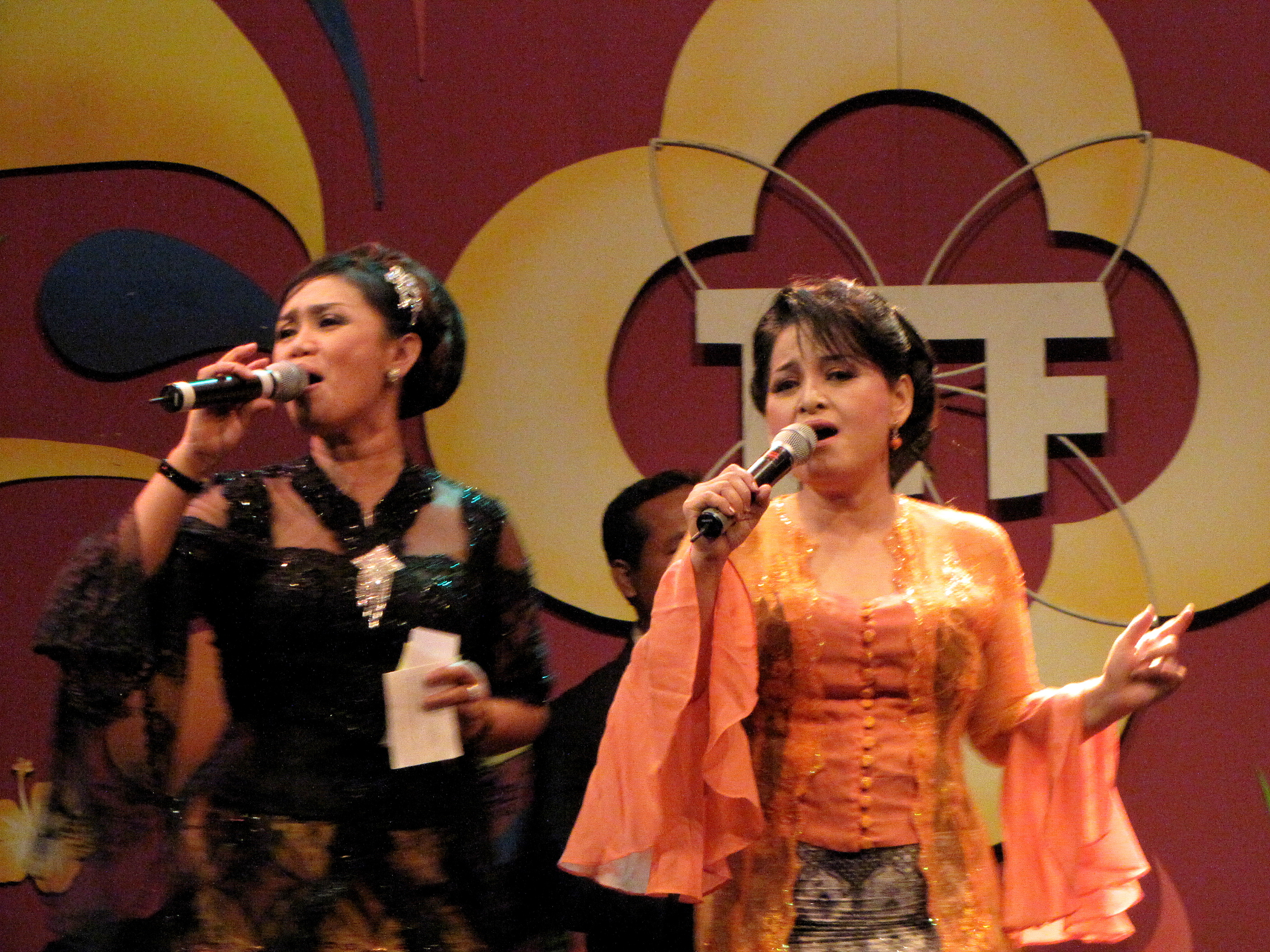
Keroncong-groep Za'Unine uit Yogyakarta

De Pasarkrant bevatte een gedetailleerd programma van het festival. Onderdelen waren voorstellingen in het Bintang- en het Bibit-theater, op het Tong Tong-podium, presentaties in het kooktheater en workshops, cursussen, lezingen en presentaties in de Bengkel. Bij de 61e editie in 2018 waren er dans- en muziekvoorstellingen op het Tong Tong-podium, lezingen, interviews en kleine voorstellingen in Studio Tong Tong. Er konden ook dans- en pentjakworkshops worden gevolgd.
De Tong Tong Fair besteedde ook aandacht aan kookkunst, dans en muziek van andere culturen uit de regio waar Indonesië deel van uit maakt.  Voorbeelden zijn Hawaï, Maleisië, Singapore en Thailand.

## Herstart
In 2024 kon dankzij een gulle gift van een van de leden van de Stichting Tong Tong de boedel van de failliete Tong Tong Fair BV door de stichting worden overgenomen en nieuw leven worden ingeblazen.